# Басова Любов Валеріївна
Любо́в Вале́ріївна Ба́сова (Шуліка) (нар. 16 липня 1988, с. Шарапанівка, Вінницька область) — українська трекова велогонщиця, заслужений майстер спорту, учасниця Олімпійських ігор в Лондоні, неодноразова чемпіонка України, призерка Чемпіонатів світу та Європи. Тренер — Сергій Базін, перший тренер — Надія Бакланова.

## Біографія
Любов Валеріївна Басова (Шуліка) народилася 16 липня 1988 року в селі Шарапанівка Вінницької області. Велоспортом зацікавилась в дитинстві завдяки першому тренеру Надії Анатоліївні Баклановій, яка жила по-сусідству. Згодом переїхала до Луганська, де у 2007 році приєдналася до спортивного клубу «ІСД». Тут же здобула вищу освіту в Інституті фізичного виховання і спорту Луганського університету ім. Т. Шевченка. 29 вересня 2012 року Любов вийшла заміж за Олександра Басова.

## Досягнення на юнацькому та молодіжному рівні
Починаючи з юнацьких та молодіжних змагань Любов Шуліка неодноразово здобувала призові місця на європейських та світових турнірах. Вона шестикратна чемпіонка Європи серед юніорів та двократна серед молоді, чемпіонка світу 2006 року в спринті та двократна віце-чемпіонка в гіті на 500 м серед молоді. З 19 років вона почала виступати за команду ISD Track Team на етапах Кубка світу.

## Дорослі змагання
Після переходу на дорослий рівень спортсменка також неодноразово піднімалася на подіум. В 2008 році на Чемпіонаті світу в командній гонці переслідування команда України у складі Любові Шуліки, Лесі Калитовської та Світлани Галюк здобула срібло. На етапах Кубка світу вона також неодноразово ставала переможницею та призером як в індивідуальних гонках, так і в командних і по закінченні всіх етапів стала лідером загального заліку в спринті.
Наступного року Любов ще раз взяла участь у Чемпіонаті Європи серед молоді, де здобула два золота. Доробок на етапах Кубка світу поповнився ще двома медалями — сріблом та бронзою в спринті. У 2010 році у медальний залік спортсменки додалася бронза на Чемпіонаті Європи.
Наступний Чемпіонат Європи приніс Любові 1-е місце у спринті та 2-е місце у командному спринті. На Чемпіонаті світу спортсменка була 5-ю в спринті, а Універсіада в Шеньчжоу принесла велогонщиці другу сходинку в гіті на 500 м. Кінець 2011 року позначився перемогою у спринті та командному спринті на етапі Кубка світу в Астані та майкою лідера заліку Кубка світу. Завдяки високим результатам Національний олімпійський комітет визнав Любов найкращою спортсменкою січня.
Олімпійський 2012 рік приніс спортсменці четверте місце в спринті на Чемпіонаті світу та перемогу на етапі Кубка світу в Пекіні в командній гонці переслідування.

### Олімпійські ігри 2012
На Олімпійських іграх в Лондоні Любов змагалася в 4-х дисциплінах: командній гонці переслідування, спринті, командному спринті та кейріні. В кейріні спортсменка не пройшла далі першого раунду, проте у спринті дісталася чвертьфіналів та посіла 7-у сходинку. У командних змаганнях в гонці переслідування збірна України не пройшла кваліфікацію, а в спринті Любов Шуліка та Олена Цось дійшли до фіналу, де в боротьбі за бронзу поступились команді Австралії.

### Олімпійські ігри 2020
5 серпня 2021 року Басова фінішувала під № 6 на змаганнях з кейріну.

## Статистика
| Рік  | Змагання                                           | Місце проведення           | Результат | Дисципліна                    |
| ---- | -------------------------------------------------- | -------------------------- | --------- | ----------------------------- |
| 2005 | Чемпіонат Європи серед юніорів та молоді (U-23)    | Фйоренцуола-д'Арда, Італія | 1         | спринт                        |
| 2005 | Чемпіонат Європи серед юніорів та молоді (U-23)    | Фйоренцуола-д'Арда, Італія | 1         | гіт 500 м                     |
| 2005 | Чемпіонат Європи серед юніорів та молоді (U-23)    | Фйоренцуола-д'Арда, Італія | 2         | кейрін                        |
| 2005 | Чемпіонат світу з велоспорту серед юніорів         | Відень, Австрія            | 2         | гіт 500 м                     |
| 2006 | Чемпіонат Європи серед юніорів та молоді (U-23)    | Афіни, Греція              | 1         | спринт                        |
| 2006 | Чемпіонат Європи серед юніорів та молоді (U-23)    | Афіни, Греція              | 1         | гіт 500 м                     |
| 2006 | Чемпіонат Європи серед юніорів та молоді (U-23)    | Афіни, Греція              | 1         | кейрін                        |
| 2006 | Чемпіонат світу з велоспорту серед юніорів         | Гент, Бельгія              | 2         | гіт 500 м                     |
| 2006 | Чемпіонат світу з велоспорту серед юніорів         | Гент, Бельгія              | 1         | спринт                        |
| 2007 | Чемпіонат Європи серед юніорів та молоді (U-23)    | Котбус, Німеччина          | 1         | спринт                        |
| 2007 | Чемпіонат Європи серед юніорів та молоді (U-23)    | Котбус, Німеччина          | 3         | кейрін                        |
| 2007 | Етапи Кубка світу з трекових велоперегонів         | Сідней, Австралія          | 3         | командна гонка переслідування |
| 2007 | Етапи Кубка світу з трекових велоперегонів         | Пекін, Китай               | 1         | командна гонка переслідування |
| 2008 | Етапи Кубка світу з трекових велоперегонів         | Лос-Анджелес, США          | 1         | командна гонка переслідування |
| 2008 | Етапи Кубка світу з трекових велоперегонів         | Копенгаген, Данія          | 3         | командна гонка переслідування |
| 2008 | Чемпіонат світу з трекових велоперегонів           | Манчестер, Велика Британія | 2         | командна гонка переслідування |
| 2008 | Чемпіонат Європи з трекових велоперегонів (молодь) | Прушкув, Польща            | 2         | спринт                        |
| 2008 | Чемпіонат Європи з трекових велоперегонів (молодь) | Прушкув, Польща            | 3         | кейрін                        |
| 2008 | Етапи Кубка світу з трекових велоперегонів         | Манчестер, Велика Британія | 3         | командна гонка переслідування |
| 2008 | Етапи Кубка світу з трекових велоперегонів         | Манчестер, Велика Британія | 3         | спринт                        |
| 2008 | Етапи Кубка світу з трекових велоперегонів         | Мельбурн, Австралія        | 1         | спринт                        |
| 2008 | Етапи Кубка світу з трекових велоперегонів         | Мельбурн, Австралія        | 3         | командна гонка переслідування |
| 2009 | Етапи Кубка світу з трекових велоперегонів         | Пекін, Китай               | 2         | спринт                        |
| 2009 | Етапи Кубка світу з трекових велоперегонів         | Копенгаген, Данія          | 3         | спринт                        |
| 2009 | Чемпіонат Європи з трекових велоперегонів (молодь) | Мінськ, Білорусь           | 1         | спринт                        |
| 2009 | Чемпіонат Європи з трекових велоперегонів (молодь) | Мінськ, Білорусь           | 1         | кейрін                        |
| 2010 | Чемпіонат Європи з трекових велоперегонів          | Прушкув, Польща            | 3         | кейрін                        |
| 2011 | Етапи Кубка світу з трекових велоперегонів         | Пекін, Китай               | 1         | спринт                        |
| 2011 | Етапи Кубка світу з трекових велоперегонів         | Пекін, Китай               | 2         | кейрін                        |
| 2011 | Чемпіонат Європи з трекових велоперегонів          | Апелдорн, Нідерланди       | 1         | спринт                        |
| 2011 | Чемпіонат Європи з трекових велоперегонів          | Апелдорн, Нідерланди       | 2         | командний спринт              |
| 2011 | Літня Універсіада                                  | Шеньчжень, Китай           | 2         | Гіт на 500 м                  |
| 2011 | Етапи Кубка світу з трекових велоперегонів         | Астана, Казахстан          | 1         | спринт                        |
| 2011 | Етапи Кубка світу з трекових велоперегонів         | Астана, Казахстан          | 2         | командний спринт              |
| 2011 | Етапи Кубка світу з трекових велоперегонів         | Калі, Колумбія             | 2         | командний спринт              |
| 2012 | Етапи Кубка світу з трекових велоперегонів         | Пекін, Китай               | 1         | командна гонка переслідування |
| 2021 | Літні Олімпійські ігри                             | Токіо, Японія              | 6         | кейрін                        |

- Інформація з сайту Cycling archives[19] з доповненнями